# Tomáš Vorel
Tomáš Vorel (* 2. června 1957 Praha) je český režisér, scenárista a příležitostný herec. Vystudoval pražskou FAMU, obor režie. Od roku 1976 působil v satirickém divadle Sklep a pantomimické skupině Mimóza; spolu s Davidem Vávrou byl autorem první sklepácké divadelní hry Muzikál (1978).
Žije v Praze a často pobývá také v Rabštejně nad Střelou.
Režisér Pavel Hejnal o něm léta 2005 natočil 25minutový dokument s názvem Vorel lesní; vypráví o rozdílech mezi žitím ve městě a na venkově. Premiéru měl 26. listopadu 2006 na ČT1.

## Režisérská filmografie
- Pražská 5 (1988)
- Kouř (1990)
- Kamenný most (1996)
- Cesta z města (2000)
- Z města cesta (2002)
- Skřítek (2005)
- Gympl (2007)
- Ulovit miliardáře (2009)
- Cesta do lesa (2012)
- Vejška (2014)
- Instalatér z Tuchlovic (2016)
- Cesta domů (2021)
- Džob (2025)

## Herecká filmografie
- Džob (2025) – policista
- Vejška (2014) – Profesor Servít
- Gympl (2007) – Školník
- Skřítek (2005) – policista
- Mazaný Filip (2003) – konferenciér
- Perníková věž (2002) – voják Unionista
- Cesta z města (2000) – Petr
- Čas dluhů (1998) – režisérka Teplá, ředitel 1
- Kamenný most (1996) – režisér
- Díky za každé nové ráno (1993) – Tomáš
- Amerika (1993) – Mack
- Pražská 5 – 1. Směr Karlštejn (1988) – skřítek